# رابطة المسيحيين في علوم الرياضيات
رابطة المسيحيين في علوم الرياضيات (بالإنجليزية: Association of Christians in the Mathematical Sciences)‏ هي منظمة تتكون من علماء الرياضيات المهنيين وعلماء الكمبيوتر ممن يعتنقون المسيحية. هدف المنظمة هو تعزيز المجتمع بين علماء الرياضيات المسيحيين واستكشاف التفاعل بين الإيمان والرياضيات. وللمنظمة مجلة على الإنترنت وتستضيف خدمة عبادة واجتماعات حول علوم الرياضيات.

## مواقع خارجية
- ACMS website